# Брес сир Грон
Брес сир Грон (фр. Bresse-sur-Grosne) насеље је и општина у источном делу централне Француске у региону Бургоња, у департману Саона и Лоара која припада префектури Шалон сир Саон.
По подацима из 2011. године у општини је живело 204 становника, а густина насељености је износила 20,36 становника/km². Општина се простире на површини од 10,02 km². Налази се на средњој надморској висини од 210 метара (максималној 288 m, а минималној 189 m).

## Демографија
| 1962. | 1968. | 1975. | 1982. | 1990. | 1999. | 2011. |
| ----- | ----- | ----- | ----- | ----- | ----- | ----- |
| 214   | 220   | 181   | 175   | 175   | 174   | 204   |

График промене броја становника у току последњих година